# West Roxbury
West Roxbury est un quartier de la ville de Boston, dans l'État du Massachusetts, aux États-Unis. Il fut fondé en même temps que Boston en 1630 et fut annexé en 1874, comme d'autres quartiers. il est bordé par Roslindale au nord, la ville de Dedham à l'ouest et au sud, la ville de Brookline au nord, et la ville de Newton à l'ouest. West Roxbury est souvent à tort confondue avec Roxbury, mais les deux ne sont pas connectés. West Roxbury est séparée de Roxbury par Jamaica Plain et Roslindale. Il est souvent considéré comme une banlieue de la ville.

## Démographie
Au Recensement de 2010 la population du quartier s'élevait à 30 446 habitants contre 28 755 au Recensement de 2000 soit une augmentation de 5,9 %. La population de West Roxbury est composée majoritairement de Blancs (73,3 %) viennent ensuite trois ethnies à peu près également reparties, les Noirs (9,7 %), les Hispaniques (8,5 %) et les Asiatiques (6,5 %). Il s'agit d'un changement sur 10 ans puisqu'en 2000 les Blancs étaient la première population avec 49,1 % pour 39,1 % de Noirs et 12,8 % d'Hispaniques. Le nombre d'habitations est de 20 005 contre 17 796 en 2000 soit une augmentation de 12,4 % avec un taux d'occupation en hausse passant de 90,6 % à 92,4 %.
Le revenu moyen en 2009 s'élevait à 71 066 dollars, un taux identique de 6,5 % de la population ayant un revenu inférieur à 10 000 dollars et 6,7 % supérieur à 200 000 dollars. par contre les trois tranches de 60 000 à 75 000, 75 000 à 100 000 et 100 000 à 125 000 sont les plus importantes avec respectivement 13,3 %, 12,1 % et 12,0 % de la population.

## Sites d’intérêt
- Roxbury Latin School (en) est la plus ancienne école en fonctionnement en Amérique du Nord. L'école a été fondée à Roxbury par le révérend John Eliot vertu d'une charte reçu du roi Charles Ier d'Angleterre. Située depuis 1927 au 101, avenue Sainte-Thérèse, l'école instruit maintenant environ 290 à 300 garçons dans les classes du septième au douzième grade.
- Église romane Sainte Thérèse d'Avila
- Westerly Burial Ground (en) est un cimetière créé en 1683 situé Centre Street. Huit vétérans de la guerre d'indépendance  ainsi que quinze de la Guerre de Sécession y sont enterrés. Le site est classé par le  National Register of Historic Places sous le numéro 87001401 le 20 novembre 1987[3].
- Theodore Parker Church située entre Centre Street et Corey Street, propose sept vitraux réalisés par le Tiffany Studios entre 1894 et 1927. L'église d'origine, conçue en 1890 par Alexander Wadsworth Longfellow, Jr. (en) est maintenant une salle paroissiale. Henry Seaver conçu l'église actuelle en 1900. Theodore Parker (1810-1860), un défenseur des idées religieuses progressistes, l'abolitionnisme et le suffrage des femmes, a été ministre du culte de cette congrégation Unitarienne de 1837 à 1846.
- Boston Public Library Section de West Roxbury.
- Millennium Park, située Gardner Street a été fait par l'enfouissement des déblais de la construction de  Big Dig. Le parc ainsi créé a été ouvert en 1999 et est administré par Boston Parks and Recreation.
- City of Boston Archives (en) est le dépositaire de tous les documents officiels qui doivent être tenus à honorer à la fois l'histoire de l'administration municipale à Boston et les droits de ses citoyens[4]. Les archives de la ville ont été créés en 1988[5].
- Billings Field
- Veterans Administration Hospital
- Brook Farm (aussi appelé Brok Farm Institut d'agriculture et d'éducation) communauté utopique américaine, inspirée par les principes du transcendantalisme, fondée par deux déçus de l’unitarisme, George Ripley et sa femme Sophia en 1841. Elle est située 670 Baker Street. Classé par le  National Register of Historic Places sous le numéro 66000141 le 15 octobre 1966

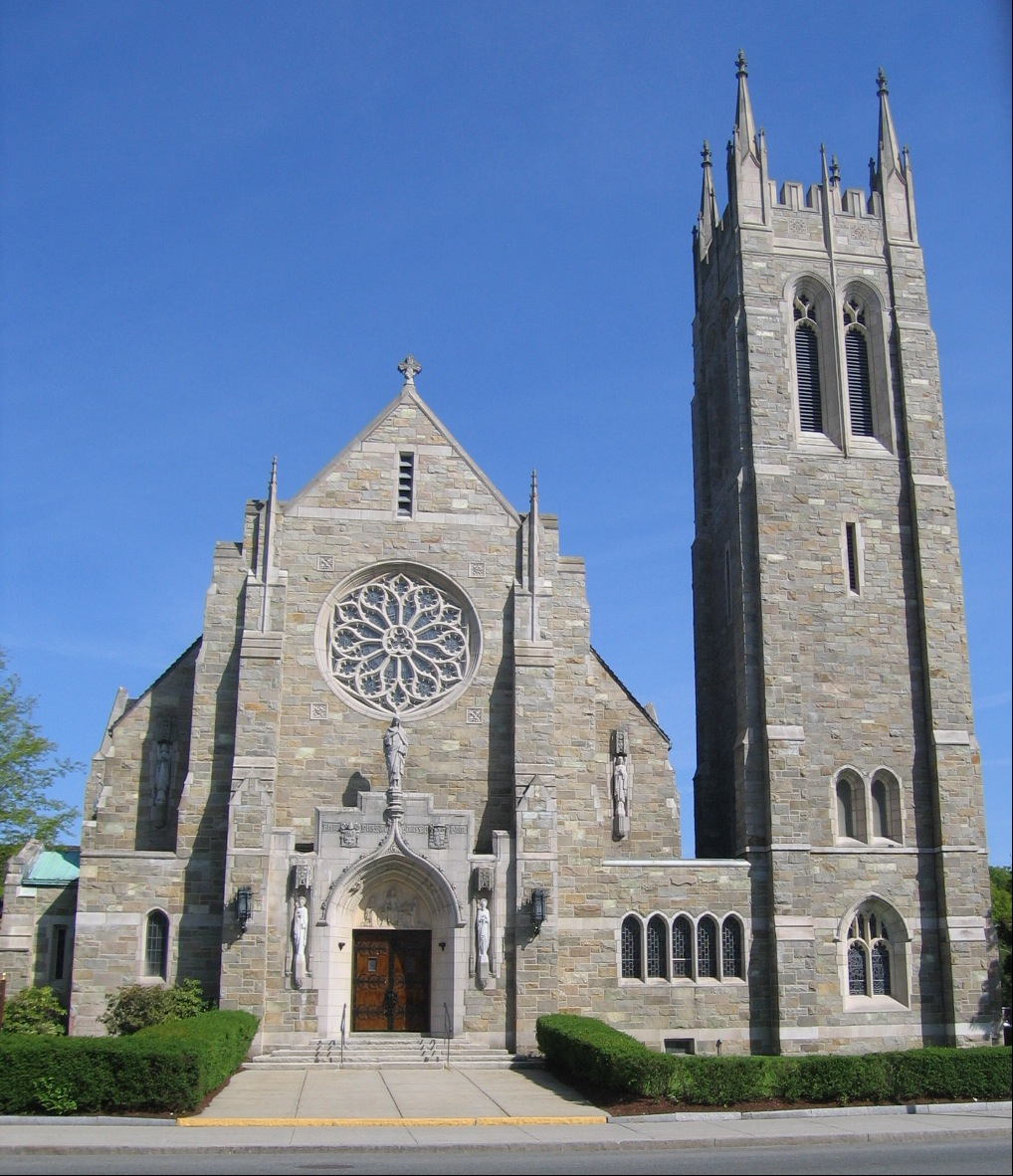
Église romane Sainte Thérèse d'Avila
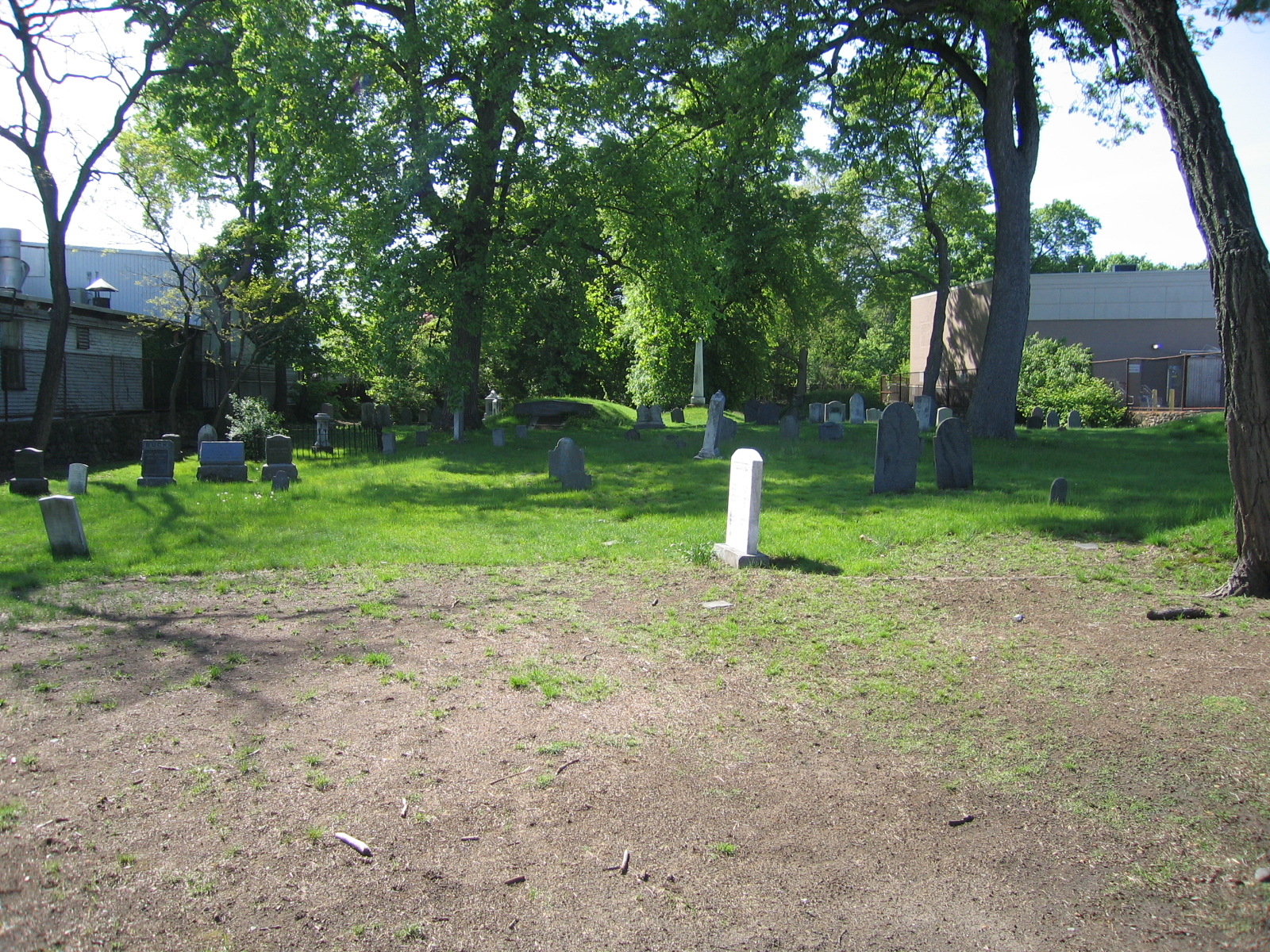
Westerly Burial Ground
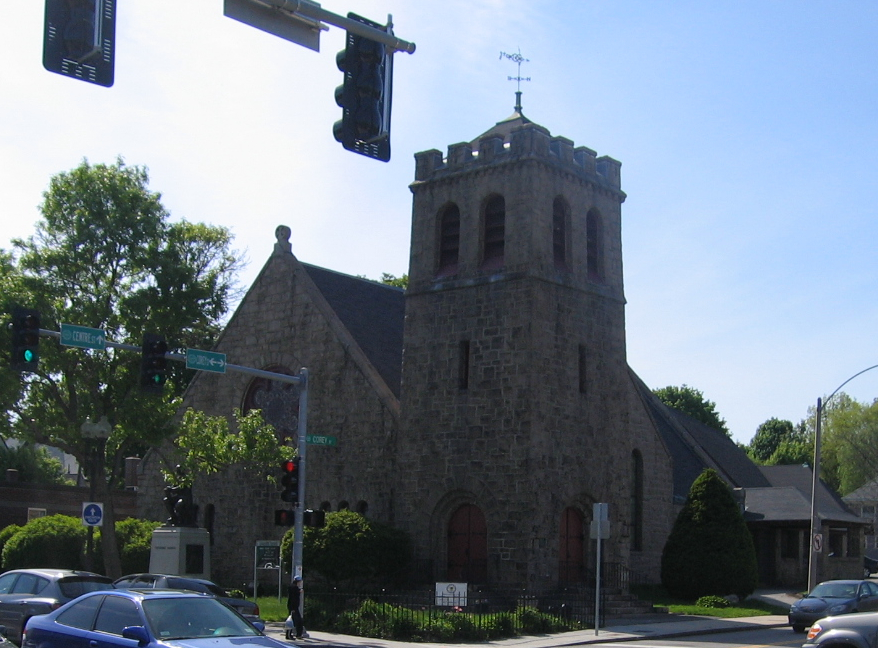
Theodore Parker Church
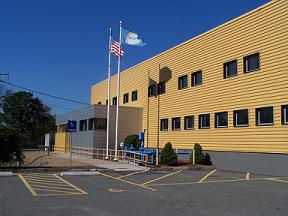
City of Boston Archives
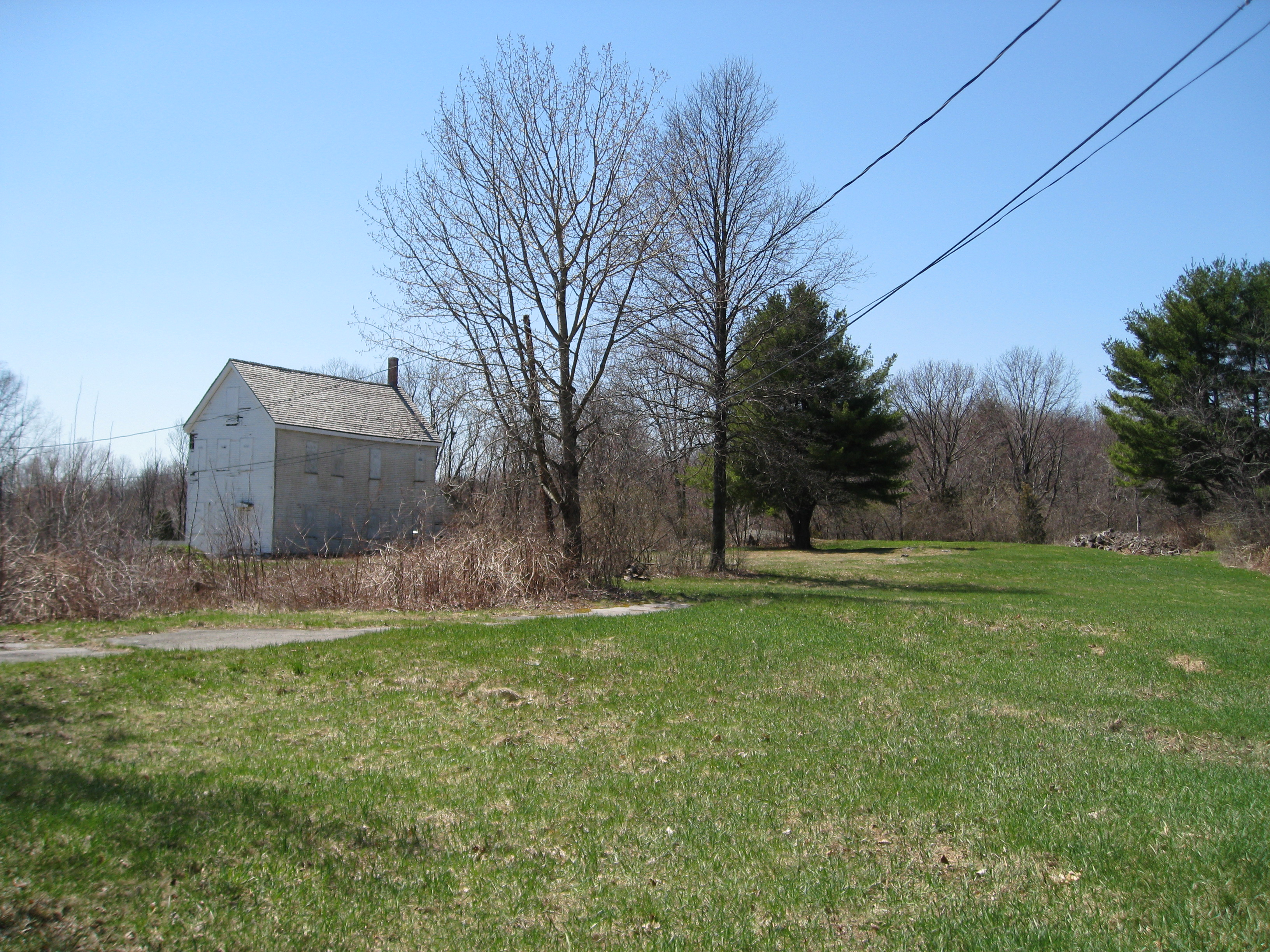
Brook Farm

## Éducation
Le Boston Public Schools gère les écoles publiques. Ludwig van Beethoven Elementary School, William Ohrenberger School, Joyce Kilmer K-8 School et Patrick Lyndon K-8 School, Three schools in the West Roxbury Education Complex, Media Communications Technology High School, Parkway Academy of Technology and Health et the Urban Science Academy .
The Roxbury Latin School est une école privée pour garçons. L'archidiocèse catholique de Boston gère the Holy Name Parish School et St. Theresa of Avila.

## Personnalités

### Personnalités nées à West Roxbury
- Anthony Michael Hall, acteur, producteur et réalisateur américain né le 14 avril 1968.
- Josephine Shaw Lowell , réformatrice sociale, suffragette